# Sillyworld
«Sillyworld» — третий сингл американской группы Stone Sour со второго студийного альбома Come What(ever) May, вышедшего в 2006 году. Песня заняла вторую позицию в чарте US Billboard Hot Mainstream Rock Tracks.

## Видеоклип
Видео было снято режиссёром Дэвидом Бручей и выпущено в 2007 году. Оно представляет собой комбинирование изображений корпоративной Америки с фотографиями сжатых кулаков сопротивления, революционеров — Мао Цзэдун, Рухолла Хомейни и Че Гевары.

## Список композиций
| №  | Название            | Длительность |
| -- | ------------------- | ------------ |
| 1. | «Sillyworld» (Edit) | 3:45         |
| 2. | «Sillyworld»        | 4:08         |

## Участники записи и позиции в чартах
| Stone Sour - Кори Тейлор — вокал, акустическая гитара - Джеймс Рут — гитара - Джош Рэнд — гитара - Шон Экономаки — бас-гитара - Рой Майорга — ударные | Производство - Дэвид Бруча — режиссёр видеоклипа | \| Чарт (2007) \| Позиция \| \| ------------------------------------ \| ------- \| \| Billboard Alternative Songs \| 21 \| \| Billboard Hot Mainstream Rock Tracks \| 2 \| |
| Чарт (2007) | Позиция                                          | |
| Billboard Alternative Songs | 21                                               | |
| Billboard Hot Mainstream Rock Tracks | 2                                                | |